# Ryan Bayley
Ryan Neville Bayley (Perth, 9 de marzo de 1982) es un deportista australiano que compitió en ciclismo en la modalidad de pista, especialista en las pruebas de velocidad y keirin. Su hermana Kristine y su cuñado Shane Perkins compitieron en el mismo deporte.
Participó en dos Juegos Olímpicos de Verano, en los años 2004 y 2008, obteniendo dos medallas de oro en Atenas 2004, en las pruebas de velocidad individual y keirin; en Pekín 2008 quedó cuarto en velocidad por equipos y octavo en keirin.
Ganó cinco medallas en el Campeonato Mundial de Ciclismo en Pista entre los años 2001 y 2006.
En 2005 fue condecorado con la Medalla de la Orden de Australia (OAM).

## Medallero internacional
| Juegos Olímpicos   | Juegos Olímpicos      | Juegos Olímpicos  | Juegos Olímpicos      |
| Año                | Lugar                 | Medalla           | Competición           |
| ------------------ | --------------------- | ----------------- | --------------------- |
| 2004               | Atenas (Grecia)       | Medalla de oro    | Velocidad individual  |
| 2004               | Atenas (Grecia)       | Medalla de oro    | Keirin                |
| Campeonato Mundial |                       |                   |                       |
| Año                | Lugar                 | Medalla           | Competición           |
| 2001               | Amberes (Bélgica)     | Medalla de oro    | Keirin                |
| 2001               | Amberes (Bélgica)     | Medalla de plata  | Velocidad por equipos |
| 2002               | Ballerup (Dinamarca)  | Medalla de plata  | Velocidad por equipos |
| 2004               | Melbourne (Australia) | Medalla de bronce | Velocidad individual  |
| 2006               | Burdeos (Francia)     | Medalla de bronce | Velocidad por equipos |